# Gerichtsorganisation in der Landgrafschaft Hessen-Homburg
Dieser Artikel beschreibt die Gerichtsorganisation in der Landgrafschaft Hessen-Homburg.
Im Jahre 1815 war die Landgrafschaft Hessen-Homburg als Ergebnis der Verhandlungen des Wiener Kongresses neu entstanden. Sie bestand aus dem Amt Homburg, also der Landgrafschaft Hessen-Homburg im HRR und dem Oberamt Meisenheim.
Auch wenn in der Landgrafschaft Hessen-Homburg die Trennung von Verwaltung und Rechtsprechung nicht umgesetzt war, so gab es dennoch eine Arbeitsteilung innerhalb der Spitze des Amtes. An der Spitze des Oberamtes stand ein Administrativbeamter, 1. Beamter oder auch Oberamtmann genannt. Daneben gab es einen Justizbeamten oder 2. Beamten.
Die Rechtsprechung in Zivilsachen erfolgte in der ersten Instanz durch das Justizamt Homburg bzw. das Oberjustizamt Meisenheim. Vergleichbar dem benachbarten Herzogtum Nassau entschieden die Amtmänner als Einzelrichter. Während im Amt Homburg das bisherige Recht der Landgrafschaft weitergalt, wurde im Oberamt Meisenheim der Code civil angewendet.
Als zweite Instanz fungierte die 1. Deputation der Regierung der Landgrafschaft Hessen-Homburg. Diese hatte mit Dekret vom 18. Februar 1818 die Aufgaben des bisherigen Hofgerichtes übernommen. Ein Gericht der dritten Instanz bestand in der Landgrafschaft nicht (und wäre aufgrund der geringen Größe auch nicht angemessen gewesen). Daher diente das Oberappellations- und Kassationsgericht in Darmstadt als dritte Instanz.
Nach der Eingliederung der Landgrafschaft nach Preußen im Jahr 1866 wurde das Justizoberamt Meisenheim aufgehoben und analog der anderen Gerichte in der Rheinprovinz ein Friedensgericht Meisenheim als Eingangsgericht gebildet, dass 1878 in das Amtsgericht Meisenheim umgewandelt wurde.
Das Justizamt Homburg wurde erweitert und dem Kreisgericht Wiesbaden nachgeordnet. Es wurde dann zum heutigen Amtsgericht Bad Homburg v. d. Höhe.